# Steffen Soutschek
Steffen Soutschek (* 31. Dezember 1970) ist ein ehemaliger deutscher Fußballspieler. In der höchsten Spielklasse des DDR-Fußballs, der Oberliga, spielte er für den FC Victoria '91 Frankfurt/Oder.

## Sportliche Laufbahn

### Club- und Vereinsstationen
In der Wendesaison 1989/90 der zweitklassigen Liga gelang dem Mittelfeldakteur mit dem Fußballclub der Armeesportvereinigung Vorwärts, dem FC Vorwärts Frankfurt/Oder, der Aufstieg ins ostdeutsche Oberhaus. Soutschek, gerade erst dem Juniorenalter entwachsen, war am Staffelsieg mit 27 Einsätzen und einem Tor als Stammspieler der FCV-Defensive beteiligt. In der letzten eigenständigen Saison des ostdeutschen Erstligafußballs – die Spielklasse firmierte nach der Wiedervereinigung als Oberliga Nordost oder NOFV-Oberliga in der Presse und der FC Vorwärts ab Februar 91 als FC Victoria '91 Frankfurt/Oder – belegten die Oderstädter als Aufsteiger den 14. und letzten Platz und wurden nach der Zusammenführung von ost- und westdeutschem Fußball in die damals drittklassige NOFV-Amateur-Oberliga eingruppiert. Soutschek selbst, gerade erst 20 Jahre, zählte auch in der Elitespielklasse des untergegangenen Staates mit 23 Einsätzen bei 26 möglichen Punktspielen wieder zum Stammpersonal.
Mit einigen anderen Spielern vom Vorwärts-Nachfolger, wie Alexander Ukrow und Stephan Prause, sowie aus der gesamten früheren DDR, darunter Jörg Heinrich, der bereits 1990 nach Ostfriesland gewechselt war und den Aufstieg in die Amateur-Oberliga Nord mit dem Verein geschafft hatte, verstärkte er den Drittligisten BSV Kickers Emden Anfang der 1990er-Jahre. Anders als bei Heinrich nahm die in Frankfurt/Oder hoffnungsvoll begonnene Karriere des Fußballers Steffen Soutschek keine Fahrt mehr auf. 1993 wechselte er zur SpVg Aurich und dort verliert sich seine Spur im höherklassigen Vereinsfußball. In Aurich spielte er mit einem weiteren prominenten Ostdeutschen, dem späteren Bundesligaspieler und -trainer Steffen Baumgart, zusammen.

### Auswahleinsätze
Zwischen September 1986 und Mai 1987 lief das FCV-Talent in der U16-Auswahl der DDR auf. Mit diesem Team weilte Steffen Soutschek im Frühjahr 1987 bei der U-16-EM in Frankreich, bei der die ostdeutsche Vertretung nach zwei 4. Plätzen 1985 und 1986 dieses Mal in der Vorrunde ausschied.
Seine Leistungen in der Juniorenmannschaft des FCV, die nach dem Abstieg der 1. Männermannschaft im Frühjahr 1988 in der Spielzeit 1988/89 nicht mehr in der Juniorenoberliga antreten durfte, überzeugten die Auswahlverantwortlichen weiterhin. Von September 1988 bis April 1989 bestritt er in der DDR-U-18-Nationalelf drei Partien.